# Chasing the Grail
Albums de Fozzy
All That Remains
(2005) Sin And Bones
(2012)
Chasing The Grain est le quatrième album du groupe de heavy metal américain emmené par Chris Jericho, Fozzy. Il s'agit de leur premier album depuis cinq ans et All That Remains. Chasing The Grail est sorti le 26 janvier 2010.

## Contexte
En mars 2009, le groupe annonce que Riot Entertainment avait signé un contrat avec eux pour la sortie d'un nouvel album. D'après le guitariste, Rich Ward, Riot était le seul label digne de sortir cet album. D'après le chanteur, Chris Jericho, pour la première fois, Fozzy avait une ballade sur cet album, ainsi qu'un morceau inspiré du rock progressif, durant quatorze minutes, Wormwood. Toujours d'après Jericho, la chanson Broken Soul, la ballade citée plus tôt, est une ballade typique du rock sudiste des années 70. En juin 2009, Fozzy finissait les derniers détails de l'album.

## Sortie et accueil
L'album fut sorti par Riot! le 26 janvier 2010. L'album ne fut pas classé au Billboard 200, mais, au mieux, il parvint à la 6e place des charts de Heatseekers. Sur le plan commercial, l'album n'a pas extraordinairement fonctionné, vendu à un peu plus de 2 000 exemplaires lors de sa première semaine.

## Liste des titres
Toutes les chansons ont été écrites par Rich Ward et Chris Jericho, sauf si indiqué.
1. Under Blackened Skies - 5:32 (Ward, Jericho, Sanders)
2. Martyr No More - 4:36
3. Grail - 5:09
4. Broken Soul - 4:09
5. Let The Madness Begin - 3:47
6. Pray For Blood - 5:11
7. New Day's Dawn - 4:34
8. God Pounds His Nails - 4:20
9. Watch Me Shine - 3:38
10. Paraskavedekatriaphobia (Friday the 13th) - 5:26
11. Revival - 4:47 (Ward)
12. Wormwood - 13:52

## Composition du groupe

### Fozzy
- Chris Jericho - Chant
- Rich Ward - Guitare soliste, chant & chœurs
- Sean Delson - Guitare basse
- Frank Fontsere - Percussions

### Musiciens additionnels
- Eric Frampton - Piano, orgue Hammond et claviers
- Renny Carroll - Chœurs harmoniques
- Jeff Waters - Solos de guitare sur Martyr No More et God Pounds His Nails
- Mike Martin - Producteur, toutes guitares et chœurs sur Wormwood
- Lord Nelson - Révélateur sur Wormwood
- Rosemary Serpa, John Martin, Mike Martin, Sarah Martin, Tiffany Martin, Sophia Martin, Danny Messier et Katie Messier - Chœurs sur Wormwood